# Конецпольский, Станислав Ян
Станислав Ян Конецпольский (ок. 1643—1682) — государственный и военный деятель Речи Посполитой, граф «на Тарнове и Ярославе», крупный польский магнат, обозный великий коронный (1676—1679), воевода подольский (1679—1682), каштелян краковский (1682), староста долинский и белзский.

## Биография
Представитель знатного магнатского рода Конецпольских герба Побог. Сын воеводы сандомирского Александра Конецпольского (1629—1659) и Иоанны Барбары Замойской (1626—1653), внук гетмана великого коронного и каштеляна краковского Станислава Конецпольского (1591—1646) и канцлера великого коронного Томаша Замойского (1594—1638).
Во время рокоша Ежи Себастьяна Любомирского (1665—1666) Станислав Ян Конецпольский сохранил верность польскому королю Яну II Казимиру Вазе. В 1667 году участвовал в войне Речи Посполитой против украинских казаков и крымских татар. В боях с казацкими отрядами правобережного гетмана Петра Дорошенко командовал отрядом из семисот конников и прикрывал главные силы польской армии под командованием гетмана польного коронного Яна Собеского. Защитил Тернополь от татар, а потом разбил татарский «чамбул» под Копычинцами. В 1671 году участвовал в походе польской армии на Брацлав, в 1673 году взял Язловец, который перед этим захватили турки-османы. Затем под командованием гетмана польного коронного князя Дмитрия Ежи Вишневецкого участвовал в битве под Хотином.
В 1676 году Станислав Ян Конецпольский получил должность обозного великого коронного. В 1679 году был назначен воеводой подольским, а в 1682 году получил звание каштеляна краковского — самую высокую должность в коронном сенате. Согласно распространенным тогда слухам, взамен за эту должность Станислав Ян Конецпольский передал свои родовые замки Броды и Подгорцы королевичу Якубу Собескому, старшему сыну Яна III Собеского.

## Семья
В 1667 году женился на Евгении Катарине Вишневецкой (ум. после 1681), дочери гетмана великого коронного Дмитрия Ежи Вишневецкого (1631—1682) от первого брака с Марианной Замойской (ум. 1668), от брака с которой детей не имел.